# Söderhamns IK
Söderhamns IK är en ishockeyklubb från Söderhamn i Hälsingland. Klubben bildades 1952 under namnet Söderhamns Ungdomsgårds Ishockeyklubb. Från början var avsikten endast att ägna sig åt ungdomsidrott, men framgångarna inom ishockey gjorde klubben snabbt till ortens största publikmagnet. Föreningen spelade i Division II under säsongerns 1957/1958, 1958/1959, 1967/1968, 1968/1969 och 1969/1970. Största framgången under denna tid var en fjärdeplats som man nådde 1958. Till säsongen 1961/1962 bytte föreningen namn till Söderhamns IK.
År 2021 är klubben återigen främst en ungdomsklubb. A-laget försvinner ur ishockeystatistiken 2015, men föreningen har fortfarande flera ungdomslag och hockeyskola.